# Primitive Love
Primitive Love – tytuł drugiego, anglojęzycznego albumu zespołu Miami Sound Machine, którego wokalistką była Gloria Estefan. Krążek został wydany w 1985 roku. Album, chociaż nie zdołał dotrzeć do pierwszej dziesiątki najpopularniejszych płyt w Stanach Zjednoczonych, dzięki promocji kilku przebojowych singli osiągnął status multiplatynowego krążka, sprzedając się ostatecznie w Stanach w nakładzie trzech milionów egzemplarzy. Primitive Love cieszyło się także popularnością w Wielkiej Brytanii i Australii (w obydwu regionach płyta zyskała status platyny). Promocja krążka zaczęła się od wydania na singlu piosenki Conga. Utwór silnie inspirowany karaibskimi rytmami okazał się być wielkim przebojem, docierając do TOP 10 po obu stronach Atlantyku i sprzedając się w ponad dwóch milionach egzemplarzy. Conga stała się także jedną z nielicznych piosenek, którym udało się zająć wysokie pozycje na kilku różnych zestawieniach Billboardu (pop, Adult Contemporary, R&B, Dance, Latin charts). W Stanach Zjednoczonych "Conga" zyskała status złotego krążka. Do dziś to jeden z najlepiej rozpoznawanych przebojów Glorii Estefan. Kolejne single: "Bad Boy" oraz "Words Get in the Way" były przebojami TOP 10 w Ameryce (singel Bad Boy także zyskał status złotej płyty). Ostatni singel, Falling in Love (uh-oh) nie powtórzył sukcesu swoich poprzedników chociaż zdołał ostatecznie zająć 25 miejsce na amerykańskiej liście bestsellerów.

## Lista utworów
1. Body to Body
2. Primitive Love
3. Words Get in the Way
4. Bad Boy
5. Falling in Love (uh-oh)
6. Conga
7. Mucho Money
8. You Made a Fool of Me
9. Movies
10. Surrender Paradise